# Décès en octobre 2009
Décès
- 2005
- 2006
- 2007
- 2008
- 2009
- 2010
- 2011
- 2012
- 2013

Pour une information complémentaire, voir la page d'aide.

## Octobre 2009
| Date          | Nom                               | Activités | Âge      | Source |
| ------------- | --------------------------------- | --- | -------- | --- |
| 1er octobre   | Otar Tchiladzé                    | Écrivain géorgien.                                                                                               | 76       | |
| 1er octobre   | Jean-Paul Monvoisin               | Footballeur français.                                                                                            | 55       | |
| 1er octobre   | Mangué Cissé                      | Footballeur ivoirien.                                                                                            | 64       | |
| 1er octobre   | André-Philippe Futa               | Homme politique congolais, ministre de l'Économie.                                                               | 63       | |
| 1er octobre   | Syed Kamal (en)                   | Acteur pakistanais.                                                                                              | 72       | |
| 1er octobre   | Luigi Moro (en)                   | Footballeur canadien et entraîneur de football.                                                                  | 91       | |
| 1er octobre   | V. M. Muddiah (en)                | Ancien joueur de cricket indien.                                                                                 | 80       | |
| 1er octobre   | Bhandit Rittakol (en)             | Réalisateur, producteur et scénariste thaïlandais.                                                               | 58       | |
| 1er octobre   | Cintio Vitier                     | Poète cubain. | 88       | |
| 2 octobre     | Alain Bernheim (producer) (en)    | Producteur de films franco-américain.                                                                            | 86       | |
| 2 octobre     | Marek Edelman                     | Leader du soulèvement du ghetto de Varsovie en 1943.                                                             | 90       | |
| 2 octobre     | Jack Evans                        | Politicien australien, cofondateur du Parti démocrate australien en 1977.                                        | 80       | |
| 2 octobre     | Nat Finkelstein (en)              | Photographe et photojournaliste américaine.                                                                      | 76       | |
| 2 octobre     | Mr. Magic (en)                    | Animateur de radio américain.                                                                                    | 53       | |
| 2 octobre     | Peg Mullen (en)                   | Écrivain américain.                                                                                              | 92       | |
| 2 octobre     | Desmond Plummer                   | Politicien britannique.                                                                                          | 95       | |
| 2 octobre     | Rolf Rüssmann                     | Footballeur international et entraîneur allemand.                                                                | 58       | |
| 2 octobre     | Herman D. Stein                   | Professeur américain de l'Université Case Western Reserve.                                                       | 92       | |
| 2 octobre     | Harvey Veniot (en)                | Député de l'Assemblée législative de la Nouvelle-Écosse.                                                         | 93       | |
| 2 octobre     | Shaun Wylie                       | Mathématicien britannique.                                                                                       | 96       | |
| 3 octobre     | Alexander Basilaia (en)           | Compositeur géorgien.                                                                                            | 67       | |
| 3 octobre     | Fernando Caldeiro                 | Astronaute argentino-américain.                                                                                  | 51       | |
| 3 octobre     | Gunnar Haarberg (en)              | Présentateur de télévision norvégien.                                                                            | 92       | |
| 3 octobre     | François Jousselin                | Peintre français.                                                                                                | 82       | |
| 3 octobre     | Robert Kirby (en)                 | Arrangeur britannique de Folk rock.                                                                              | 61       | |
| 3 octobre     | Fatima de Libye (en)              | Reine de Libye de 1951 à 1969.                                                                                   | 98       | |
| 3 octobre     | Ernie Lopez (en)                  | Boxeur américain.                                                                                                | 64       | |
| 3 octobre     | Fritz Marsch                      | Homme politique autrichien.                                                                                      | 83       | |
| 3 octobre     | Reinhard Mohn                     | Homme d'affaires et patron de médias allemand.                                                                   | 88       | |
| 3 octobre     | Michel Nédélec                    | Cycliste français.                                                                                               | 69       | |
| 3 octobre     | Mike Peters                       | Maire de Liverpool (Texas).                                                                                      | 42       | |
| 3 octobre     | Vasile Louis Puscas (en)          | Membre de l'Église grecque-catholique roumaine.                                                                  | 94       | |
| 4 octobre     | Valerie Crockett                  | Musicienne américaine de musique folk.                                                                           | 53       | |
| 4 octobre     | Koichi Haraguchi                  | Membre de la Maison impériale du Japon.                                                                          | 68       | |
| 4 octobre     | Veikko Huovinen                   | Écrivain finnois.                                                                                                | 82       | |
| 4 octobre     | Grace Keagy (en)                  | Actrice américaine.                                                                                              | 87       | |
| 4 octobre     | Ernő Kolczonay                    | Escrimeur hongrois. Médaillé d'argent aux Jeux olympiques d'été de 1980 et de 1992 à l'épée.                     | 56       | |
| 4 octobre     | Shōichi Nakagawa                  | Homme politique et ancien ministre japonais.                                                                     | 56       | |
| 4 octobre     | Jim Nettleton                     | Disc jockey américain.                                                                                           | 69       | |
| 4 octobre     | Günther Rall                      | Pilote de chasse allemand.                                                                                       | 91       | |
| 4 octobre     | Mercedes Sosa                     | Chanteuse argentine.                                                                                             | 74       | |
| 4 octobre     | Nikiforos (en)                    | Membre de l'Église de Didymotique                                                                                | 78       | |
| 4 octobre     | James Lin Xili                    | Membre de l'Église de Wenzhou.                                                                                   | 91       | |
| 5 octobre     | Mike Alexander (en)               | Bassiste britannique.                                                                                            | 32       | |
| 5 octobre     | Israel Gelfand                    | Mathématicien russe.                                                                                             | 96       | |
| 5 octobre     | Giselher Klebe                    | Compositeur allemand.                                                                                            | 84       | |
| 5 octobre     | Kevin McGee (en)                  | Producteur de télévision britannique.                                                                            | 32       | |
| 5 octobre     | Heidi Oetinger                    | Éditrice allemande.                                                                                              | 100      | |
| 5 octobre     | Brian Powell (en)                 | Joueur américain de baseball.                                                                                    | 35       | |
| 5 octobre     | Johnny Williams                   | Joueur anglais de rugby à XV.                                                                                    | 77       | |
| 5 octobre     | Leon Clarke (en)                  | Ancien joueur de Football américain.                                                                             | 76       | |
| 6 octobre     | Pamela Blake                      | Actrice américaine.                                                                                              | 94       | |
| 6 octobre     | Douglas Campbell (en)             | Acteur canado-écossais.                                                                                          | 87       | |
| 6 octobre     | Tony Fein                         | Joueur de Football américain.                                                                                    | 27       | |
| 6 octobre     | Aengus Finucane (en)              | Prêtre irlandais.                                                                                                | 77       | |
| 6 octobre     | Pyarelal Khandelwal (en)          | Homme politique indien.                                                                                          | 80       | |
| 6 octobre     | Werner Maihofer                   | Juriste, philosophe et homme politique allemand.                                                                 | 90       | (de) |
| 7 octobre     | Irving Penn                       | Photographe de mode américain.                                                                                   | 92       | |
| 8 octobre     | Jean Sage                         | Personnalité française du sport automobile. Ancien directeur sportif de l'écurie Renault F1.                     | 68       | |
| 9 octobre     | Arne Bakker                       | Footballeur international norvégien.                                                                             | 79       | |
| 9 octobre     | Arturo « Zambo » Cavero (en)      | Chanteur péruvien.                                                                                               | 68       | |
| 9 octobre     | Jacques Chessex                   | Écrivain et peintre suisse de langue française, Prix Goncourt 1973.                                              | 75       | |
| 9 octobre     | Valentin Nikolaïev                | Footballeur international Soviétique devenu entraîneur.                                                          | 88       | (ru) |
| 9 octobre     | Angus Creelman Ree                | Homme politique canadien.                                                                                        | 80       | (en) |
| 9 octobre     | Louis Sanmarco                    | Administrateur colonial français. Gouverneur, haut-commissaire en Oubangui-Chari puis haut-commissaire au Gabon. | 97       | |
| 9 octobre     | Horst Szymaniak                   | Footballeur international allemand.                                                                              | 75       | |
| 10 octobre    | Luis Aguilé (en)                  | Chanteur argentin.                                                                                               | 73       | |
| 10 octobre    | Stephen Gately                    | Chanteur irlandais, membre du boys band Boyzone.                                                                 | 33       | |
| 10 octobre    | Léo Missir                        | Compositeur français.                                                                                            | 84       | Léo Missir |
| 10 octobre    | Lionel Pincus (en)                | Homme d'affaires américain.                                                                                      | 78       | |
| 11 octobre    | Patrick Hannan (journaliste) (en) | Journaliste et écrivain britannique.                                                                             | 68       | |
| 11 octobre    | Joan Martí Alanis                 | Archevêque du diocèse d'Urgell, coprince d'Andorre de 1971 à 2003.                                               | 80       | |
| 11 octobre    | Peter Callanan (en)               | Homme politique irlandais et membre du Seanad Éireann.                                                           | 74       | |
| 11 octobre    | Gustav Kral (en)                  | Footballeur autrichien.                                                                                          | 26       | |
| 11 octobre    | Herb Leblanc                      | Musicien canadien.                                                                                               | 81       | |
| 11 octobre    | Halit Refiğ                       | Réalisateur turc.                                                                                                | 75       | |
| 12 octobre    | Alain Crombecque                  | Directeur de festival français.                                                                                  | 70       | |
| 12 octobre    | Travis Davis                      | Acteur, réalisateur et producteur américain.                                                                     | 40       | |
| 12 octobre    | Dickie Peterson (en)              | Chanteur américain de rock, et membre du groupe Blue Cheer.                                                      | 61       | |
| 12 octobre    | Frank Vandenbroucke               | Coureur cycliste belge.                                                                                          | 34       | |
| 13 octobre    | Al Martino                        | Chanteur et acteur italo-américain.                                                                              | 82       | |
| 13 octobre    | Pierre Morosini                   | Peintre français.                                                                                                | 85       | |
| 13 octobre    | Orane Simpson                     | Footballeur international jamaïcain.                                                                             | 26       | |
| 14 octobre    | Francis Muguet                    | Chercheur français en informatique et personnalité d'Internet.                                                   | 55       | |
| 14 octobre    | Lou Albano                        | Catcheur, manager et acteur américain.                                                                           | 76       | |
| 14 octobre    | Bruce Wasserstein                 | Financier américain.                                                                                             | 61       | |
| 14 octobre    | Collin Wilcox Paxton              | Actrice américaine.                                                                                              | 74       | |
| 18 octobre    | Nancy Spero                       | Artiste plasticienne et féministe américaine.                                                                    | 83       | |
| 18 octobre    | Basie Viviers                     | Joueur de rugby à XV sud-africain.                                                                               | 82       | |
| 19 octobre    | Gabriel Rossi                     | Footballeur français.                                                                                            | 79       | |
| 19 octobre    | Joseph Wiseman                    | Acteur canadien, premier "méchant" dans la série des James Bond.                                                 | 91       | |
| 21 octobre    | Louise Cooper                     | Auteur de livres de fantasy.                                                                                     | 47       | |
| 21 octobre    | Jacques Mitterrand                | Général d'armée aérienne et administrateur de sociétés français.                                                 | 91       | |
| 22 octobre    | Daniel Bekker                     | Boxeur sud-africain. Médaillé de bronze aux JO de 1956 et d'argent aux JO de 1960 dans la catégorie des lourds.  | 77       | |
| 23 octobre    | Paul Carpita                      | Réalisateur et homme de cinéma français.                                                                         | 87       | Rémi Leroux, « Décès de Paul Carpita, réal du « Rendez-vous des quais » », sur Rue89, nouvelobs.com, 25 octobre 2009 |
| 23 octobre    | Pierre Chaunu                     | Historien français.                                                                                              | 86       | |
| 23 octobre    | Zoubeir Turki                     | Peintre et sculpteur tunisien.                                                                                   | 84 ou 85 | |
| 25 octobre    | Remo Forlani                      | Journaliste cinéma de RTL, écrivain, réalisateur et scénariste français.                                         | 82       | |
| 25 octobre    | René Marigil                      | Coureur cycliste espagnol.                                                                                       | 81       | |
| 26 octobre    | Gabriel Montagnier                | Professeur de droit, universitaire français.                                                                     | 76       | |
| 27 octobre    | Pierre Doris                      | Humoriste et comédien français.                                                                                  | 89       | |
| 28 octobre    | Michel Cartau                     | Joueur de football français                                                                                      | 73       | |
| 29 octobre    | Luqman Abdullah                   | Chef séparatiste musulman.                                                                                       | 53       | |
| 30 octobre    | Claude Lévi-Strauss               | Anthropologue et ethnologue français.                                                                            | 100      | |
| 30 octobre    | Pierre Silvain                    | Écrivain français d'origine marocaine.                                                                           | 83       | |
| 30 octobre    | Frantisek Vesely                  | Ancien international tchécoslovaque de football.                                                                 | 65       | |
| 30 octobre    | Igor Viazmikine                   | Joueur de hockey sur glace soviétique.                                                                           | 43       | |
| 31 octobre    | Mustapha Mahmoud                  | Médecin, écrivain et penseur égyptien.                                                                           | 87       | |
| 31 octobre    | Tom Wheatcroft                    | Homme d'affaires britannique, propriétaire du circuit de Donington.                                              | 87       | |
| date inconnue | Shin Sung-Hy                      | Peintre abstrait coréen.                                                                                         | 60 ou 61 | |